# Меліоративний лов риби
Меліоративний лов риби — вилучення окремих видів риби та інших водних живих ресурсів для оптимізації кількісного і якісного складу популяцій, попередження загибелі від явищ задухи, епізоотій, поліпшення стану водних екосистем. Проведення меліоративного лову здійснюється у відповідності до вимог природоохоронного законодавства.

## Екологічні проблеми
Нерідко меліоративним ловом риби прикривається звичайний промисловий лов риби. Наприклад, у Шацькому національному парку щорічно протягом літа-зими на 4 озерах парку здійснюється меліоративний лов риби, в ході якого виловлюється в рік понад 3 т риби. Для рибного лову використовуються сотні мереж, ятера, неводи.